# Nimaima
Nimaima – miasto w Kolumbii, w departamencie Cundinamarca.